# Ruggero Zangrandi
Œuvres principales
- le Long Voyage à travers le fascisme, 1948
- le Convoi du Brenner, 1956
- l'Italia tradita. 8 settembre 1943, 1971

Ruggero Zangrandi (Milan, 1915 – Rome, 1970) est un journaliste, écrivain, essayiste et historien italien.
S’engageant de bonne heure dans le journalisme, il collabora brièvement aux organes de presse du régime mussolinien, mais rejoignit bientôt les jeunes fascistes des années 1930 qui aspiraient à un retour au fascisme des origines, et finit par adopter une attitude d’opposition interne. Fin 1939, il fonda avec d’autres militants un Parti socialiste révolutionnaire clandestin, et fut arrêté en juin 1942 sur l’incrimination d’activité subversive et de complicité d’espionnage, puis déporté vers l’Allemagne, où il resta jusqu’à la fin de la guerre. De retour en Italie, il reprit son travail de journaliste et de chroniqueur politique dans la presse de gauche, tout en publiant parallèlement des essais politiques, un livre relatant ses expériences de déportation, et des travaux d’historien.  

## Biographie

### Débuts dans le journalisme
Durant son adolescence, il fut à Rome le condisciple et l’ami de Vittorio Mussolini, fils aîné du Duce. À ce titre, il eut souvent l’occasion, dès la fin des années 1920, de rencontrer le chef de l’État à son domicile privé de la Villa Torlonia. À l’âge de seulement quatorze ans, il devint rédacteur en chef d’un périodique lycéen et estudiantin de Rome, et dès 1933, son talent journalistique ayant été remarqué, commença à écrire de brefs articles dans le quotidien officiel du régime, Il Popolo d'Italia.

### Militant de la «gauche fasciste» (années 1930)
Zangrandi appartenait aux jeunes fascistes des années 1930 qui souhaitaient un retour au fascisme des origines, celui des Sansepolcristi, par référence à l’assemblée des Faisceaux tenue à Milan sur la Piazza San Sepolcro (it) en mars 1919. Ces jeunes penchaient pour un « fascisme de gauche », pétri de socialisme et de syndicalisme, fortement anticapitaliste, et favorable au suffrage féminin, et qu’incarnaient alors aussi des personnalités telles qu’Ugo Spirito (1896-1979) ou Giuseppe Bottai. Leur vision du corporatisme comportait en particulier la revendication que le contrôle sur le capital de l’entreprise devait être transféré des actionnaires aux travailleurs. Pour eux, toute l’Italie devait devenir une « nation de producteurs ». 
À partir du milieu des années 1930, Zangrandi évolua vers une attitude d’opposition interne, tentant de faire changer le fascisme de l’intérieur. Fin 1939, il fonda, conjointement avec Gerardo Zampaglione, Antonio Bernieri et Esule Sella, un Parti socialiste révolutionnaire, qui fonctionna dans la clandestinité pour une brève période et allait fusionner après la guerre avec le Parti communiste italien,,.
Cette même année 1939, devançant 150 autres candidats, il remporta avec une nouvelle intitulée Le due strade un concours organisé par la revue Cinema autour d’un sujet cinématographique original, mais son œuvre n’allait pas être portée.

### Années de guerre
Le 17 juin 1942, il fut arrêté sur l’accusation d’association et de propagande subversive et de complicité d’espionnage politique et militaire, et écroué dans la prison romaine de Regina Cœli. Après la chute du fascisme le 25 juillet 1943, il ne fut pas — à la différence d’autres antifascistes tels que Lucio Lombardo Radice, Mario Alicata, Ernesto Rossi ou Riccardo Bauer — remis en liberté, mais, sur consigne du capitaine SS Erich Priebke, placé le 26 octobre 1943, en compagnie d’autres détenus, sur un train à destination de l’Allemagne.
Au bout de deux journées de voyage, il se retrouva incarcéré à Großbeeren, bourgade au sud de Berlin, où il resta du 28 octobre au 10 novembre 1943. Au terme de ces presque deux semaines, lui et ses compagnons de détention furent transférés à Berlin même, où Zangrandi fut enfermé dans deux établissements différents, d’abord dans un bâtiment construit au milieu de l’Alexanderplatz, entre le 10 novembre 1943 et le 9 mars 1944, puis à titre définitif dans la prison de Charlottenburg, entre le 29 mars 1944 et le 16 avril 1945. Relâché, il vécut aux côtés de quelques rares compagnons de prison, en errant à travers Berlin ou en séjournant dans un camp d’internés russes situé à une distance d’environ 25 km, dans la localité de Wilhelmshagen.
Début mai 1945, à la suite de la conquête soviétique de Berlin et de l’entrée dans la ville d’un nombre considérable de soldats, Zangrandi et ses camarades furent déplacés en direction de Biesdorf, à une dizaine de kilomètres de Berlin, d’où ils furent transférés ensuite, avec d’autres personnes, vers Fürstenwalde, ville sise à quelque soixante kilomètres de Berlin, et dans le camp de laquelle les internés italiens attendaient de retourner en Italie. Le 20 juillet, Zangrandi et les autres furent redirigés sur le camp de Wiesengrund, puis de là, inopinément, le 24 juillet, envoyés en direction de Hanovre, vers l’ultime étape de leur voyage, un camp proche de la ville de Brunswick, en Basse-Saxe. Le 1er août, après une nouvelle série de va-et-vient, le train emportant Zangrandi démarra de la gare de Brunswick, franchit le col du Brenner et gagna Rome dans la matinée du 22 août 1945.
Zangrandi a consigné ses expériences de déportation en Allemagne dans son livre La tradotta del Brennero, paru en 1956 (traduction française sous le titre le Convoi de Brenner, 1962).

### Après la guerre
La guerre terminée, Zangrandi reprit son activité de journaliste et contribua à des quotidiens de gauche, d’abord au sein de la rédaction de La Repubblica d'Italia (de janvier 1947 à novembre 1948), ensuite et principalement en collaborant au quotidien Paese Sera, pour le compte duquel il rédigea chaque jour (sous le pseudonyme de Publio) une analyse politique approfondie, de fin 1949 jusqu’au milieu de 1970. 
Zangrandi a relaté sa trajectoire personnelle et politique dans son livre Lungo viaggio attraverso il fascismo (titre de la traduction française Le long voyage à travers le fascisme), publié d’abord en 1948, puis dans une édition revue et augmentée en 1962. À travers un ensemble d’ouvrages publiés au cours de la décennie 1960 — à savoir : 1943: 25 luglio-8 settembre, de 1964, 1943: l'8 settembre, de 1967, et enfin, à titre posthume, L'Italia tradita, de 1971 —, il se pencha sur deux événements consécutifs à l’armistice de Cassibile de septembre 1943, à savoir la fuite du roi Victor-Emmanuel III et l’échec de la défense de Rome contre les Allemands.
En juillet 1964, il fit l’objet d’une plainte pour « diffamation aggravée par voie de presse », déposée par Italo Robino, conseiller honoraire à la Cour d’appel, qui avait auparavant été juge d’instruction auprès du Haut Commissariat chargé de sanctionner les délits fascistes (« Alto Commissariato per la punizione dei delitti fascisti »). Le procès, qui se déroula en 1965 devant le tribunal de Varèse, et dont Zangrandi sortit blanchi, fut l’occasion d’un traitement judiciaire plus approfondi des circonstances historiques desdits événements, mais surtout eut pour effet de faire lever en 1965 le secret d'État sur quelques-unes des matières concernées, en particulier de rendre accessibles pour consultation les documents de la Commission d’enquête sur l’échec de la défense de Rome — « Commissione d'inchiesta per la mancata difesa di Roma », instituée par le gouvernement italien en 1944 afin de déterminer les responsabilités dans les faits avérés survenus entre le 8 et le 11 septembre 1943 —, qui sans cela seraient restés dans les sous-sols du ministère de la Défense pendant encore une vingtaine d’années. Vers la fin d’octobre 1970, Zangrandi se suicida à son domicile en se tirant un coup de pistolet sur la tempe.

## Publications
- Il comunismo nel conflitto spagnolo, éd. Le Monnier, Florence 1939.
- Il lungo viaggio. Contributo alla storia di una generazione, éd. Einaudi, Turin 1948 (rééd. revue et augmentée, 1962).
- Dizionario della paura, en collaboration avec Marcello Venturoli, éd. Nistri-Lischi, Pise 1951.
- Le Convoi du Brenner, éd. Robert Laffont, Paris 1962 (traduction par Jean Anglade du roman autobiographique La tradotta del Brennero, éd. Feltrinelli, Milan 1956).
- Le long voyage à travers le fascisme, éd. Robert Laffont, Paris 1963 (traduction par H. et M.-M. Le Breton-Grandmaison de Il lungo viaggio attraverso il fascismo. Contributo alla storia di una generazione, éd. Feltrinelli, Milan 1962).
- 1943: 25 luglio-8 settembre, éd. Feltrinelli, Milan 1964.
- Mussolini, Compagnia Edizioni Internazionali, Milan 1966.
- 1943: l'8 settembre, éd. Feltrinelli, Milan 1967.
- Perché la rivolta degli studenti, éd. Feltrinelli, Milan 1968.
- Inchiesta sul SIFAR, Editori Riuniti, Rome 1970.
- L'aspro cammino della verità, Edizioni del Teatro stabile, Gênes 1971.
- L'Italia tradita. 8 settembre 1943, éd. Mursia, Milan 1971.